# بدره‌ای (اسلام‌آباد غرب)
بدره‌ای یک روستا در ایران است که در دهستان حومه شمالی واقع شده‌است. بدره‌ای ۲٬۰۲۴ نفر جمعیت دارد.